# Cerrophidion tzotzilorum
Cerrophidion tzotzilorum là một loài rắn trong họ Rắn lục. Loài này được Campbell mô tả khoa học đầu tiên năm 1985.